# Carpenteriana tumida
Carpenteriana tumida är en stekelart som beskrevs av Yoshimoto 1975. Carpenteriana tumida ingår i släktet Carpenteriana och familjen dvärgsteklar. Inga underarter finns listade.